# Romsdalsalperne
Romsdalsalperne (norsk  Romsdalsalpene) er en bjergkæde som omkranser Romsdalen i Møre og Romsdal fylke i Norge. Den ligger hovedsageligt i  Rauma, Molde og Fjord kommuner.
Blandt de kendte landemærker i dette naturskønne område er både Trollstigen og Trollveggen, samt de højeste bjergtoppe:
- Store Venjetinden, 1.852 moh., det højeste fjeld i Romsdalsalperne
- Store Trolltinden, 1.788 moh.
- Romsdalshornet, 1.550 moh.
- Klauva, 1.542 moh.
- Kyrkjetaket, 1 439 moh.